# Miano mikroorganizmów
Miano mikroorganizmów – najmniejsza objętość badanego materiału, w którym znajduje się przynajmniej jedna żywa komórka mikroorganizmu wskaźnikowego. Oznaczenie miana służyło do określenia stopnia skażenia badanej matrycy (woda, gleba, żywność) mikroorganizmami. Obecnie stosuje się raczej pojęcie wskaźników, których wartość /wielkość wyrażana jako liczba mikroorganizmów w danej objętości/ wielkości badanej próbki. W przypadku wody przeznaczonej do spożycia przez ludzi, wody w kąpieliskach i basenach kąpielowych zazwyczaj jest to liczba bakterii w objętości 100 ml.
Miano coli najmniejsza objętość badanej wody lub ścieków w cm³, w której stwierdza się jeszcze objętość bakterii grupy coli (E. coli, bakterii z rodzaju Enterobacter, Citrobacter lub Klebsiella). Określanie miana coli było podstawową metodą oceny, czy woda lub żywność miały kontakt z zanieczyszczeniem kałowym. Było to łatwe do wykonania oznaczenie laboratoryjne. Jeśli w próbce stwierdzano ilość bakterii powyżej normy, z dużą pewnością można było przyjąć, że próbka może zawierać chorobotwórcze bakterie. Podstawowa metoda (fermentacyjna probówkowa) wykorzystuje zdolności bakterii grupy coli do fermentacji laktozy z wytworzeniem kwasów i gazu w temperaturze 37 st.C, E. coli w temperaturze 44 st. C. Pobraną próbkę wody rozcieńcza się (wody pitnej z przyczyn oczywistych się nie rozcieńcza) w pożywce zawierającej laktozę (jako substrat) i zieleń brylantynową (jako wskaźnik kwasowości). Oznaczenie przeprowadza się z użyciem rurki Durhama (służy ona do gromadzenia wydzielanego gazu). Po dobowej inkubacji można odczytywać wyniki.
Podstawowe poziomy czystości wody z rzek, stawów, ścieków[cm³]:
- 0,1 – woda jest niezdrowa
- 1,0 – woda jest zanieczyszczona (niepewna)
- 10 – woda jest stosunkowo czysta (ale niezdatna do spożycia)
- 100 – woda jest dostatecznie czysta

Obecnie, w przypadku oceny jakości wody podstawą jest badanie w kierunku mikroorganizmów wskaźnikowych skażenia kałowego, wśród których parametrem z wyboru jest E. coli lub alternatywnie termotolerancyjne bakterie grupy coli. Woda do picia nie powinna zawierać kałowych organizmów wskaźnikowych. Wymaganie określone jest jako liczba E. coli wynosząca 0 w 100 ml. Metody badawcze pozwalają określić liczbę bakterii w postaci jtk (cfu) lub NPL.
Bakterie grupy coli nie mogą stanowić wskaźnika jakości sanitarnej dostarczanej wody, ponieważ wiele z tych bakterii nie ma znaczenia sanitarnego i mogą występować w wodzie nieuzdatnionej.

## Indeks coli
Miana coli nie należy mylić z indeksem coli. Indeks podaje liczbę bakterii coli w 1 dm³. W tym przypadku wykonuje się posiewy na agarowe podłoże Endo, liczy charakterystyczne wyrosłe kolonie.